# Каскад (динамическая система)
Каскадная система — это последовательность элементов, реализующих независимые или зависимые операции над входными объектами.
В радиотехнике под объектом понимается сигнал (аддитивная смесь) подвергающийся обработке в каскадной системе. Сигнал вида Y(t) = S(t) + P(t) + N(t), где: Y(t) — аддитивная смесь S(t) — полезный сигнала, P(t) — помехи и N(t) — шума может поступать на вход каскадной системы, в результате обработки на выходе извлекается полезный сигнал S(t). Каскадное соединение элементов в системе применяется для распределения нагрузки и устранения остаточных эффектов. Элементы системы, как правило объединённые последовательно, обладают различными межэлементными связями. Система может обладать свойством устойчивости (сохранения состояния) к входным изменяющим воздействиям. Такая система может считаться динамической или адаптивной. Можно сказать, что динамическая система противодействует изменению под действием внешних влияющих факторов, воздействий.